# Brusselse gewestverkiezingen 1989
De eerste "regionale verkiezingen" in België werden gehouden op 18 juni 1989 en vonden enkel plaats in het zonet opgerichte Brussels Hoofdstedelijk Gewest. Er werden 75 zetels verdeeld in het Brussels Hoofdstedelijk Parlement.

## Resultaat
De Franstalige socialisten wonnen de verkiezingen, op de voet gevolgd door de Franstalige liberalen en het FDF. Er werd op 12 juli 1989 een regering gevormd onder leiding van Charles Picqué van de PS, samen met de SP, de christendemocraten (de CVP en de PSC), het FDF en de Volksunie en had zo een meerderheid van 46 zetels. Deze regering-Picqué I zou aanblijven tot de volgende Brusselse verkiezingen van 1995.

## Uitslagen
| Partij               | Partij                    | Stemmen | %      | Zetels |
| -------------------- | ------------------------- | ------- | ------ | ------ |
|                      | PS                        | 96.189  | 21,95  | 18     |
|                      | PRL                       | 83.011  | 18,94  | 15     |
|                      | FDF-ERE                   | 64.489  | 14,72  | 12     |
|                      | PSC                       | 51.904  | 11,85  | 9      |
|                      | Ecolo                     | 44.874  | 10,24  | 8      |
|                      | CVP                       | 18.523  | 4,23   | 4      |
|                      | FN-NF                     | 14.392  | 3,28   | 2      |
|                      | PVV                       | 12.143  | 2,77   | 2      |
|                      | SP                        | 11.710  | 2,67   | 2      |
|                      | VU                        | 9.053   | 2,07   | 1      |
|                      | Vlaams Blok               | 9.006   | 2,06   | 1      |
|                      | Agalev                    | 4.821   | 1,10   | 1      |
|                      | Anderen (Franstalig)      | 16.333  | 3,73   | 0      |
|                      | Anderen (Nederlandstalig) | 1.744   | 0,40   | 0      |
| Totaal geldig        | Totaal geldig             | 438.192 | 100,00 | 75     |
| Ongeldig en blanco   | Ongeldig en blanco        | 39.497  | 8,27   |        |
| Totaal stemmen       | Totaal stemmen            | 477.689 | 100,00 |        |
| Absenteïsme          | Absenteïsme               | 105.258 | 18,06  |        |
| Ingeschreven kiezers | Ingeschreven kiezers      | 582.947 | 100,00 |        |

| Taalgroep                | Stemmen | %      | Zetels |
| ------------------------ | ------- | ------ | ------ |
| Franstalige lijsten      | 371.192 | 84,71  | 64     |
| Nederlandstalige lijsten | 67.000  | 15,29  | 11     |
| Totaal                   | 438.192 | 100,00 | 75     |